# U Don't Know Me
Ne doit pas être confondu avec You Don't Know Me.
Singles de Armand Van Helden featuring Duane Harden (en)
Ultrafunkula
(1997) Flowerz
(1999)
Pistes de 2 Future 4 U
Rock Da Spot Alienz
U Don't Know Me est une chanson du DJ et compositeur américain de musique house Armand Van Helden sortie en 1999. Extrait de l'album 2 Future 4 U on retrouve la participation vocale de Duane Harden (en). La chanson a été écrite par Duane Harden, Armand Van Helden et produite par Armand Van Helden. Ce single se classe numéro un au Royaume-Uni et permet à Armand Van Helden de détenir son premier numéro dans ce pays. En Australie le single est certifié disque d'or avec plus de 35 000 exemplaires vendus.
La musique contient un sample de Dance With You de Carrie Lucas, sortie en 1979.

## Classement par pays
| Classement (1999)                              | Meilleure Position |
| ---------------------------------------------- | ------------------ |
| Australie (ARIA)                               | 15                 |
| Belgique (Flandre Ultratop 50 Singles)         | 13                 |
| Belgique (Wallonie Ultratop 50 Singles)        | 26                 |
| Canada Classement RPM Dance                    | 1                  |
| Pays-Bas (Nederlandse Top 40)                  | 14                 |
| France (SNEP)                                  | 7                  |
| Nouvelle-Zélande (RMNZ)                        | 15                 |
| Suède (Sverigetopplistan)                      | 27                 |
| Suisse (Schweizer Hitparade)                   | 16                 |
| Royaume-Uni Classement single                  | 1                  |
| États-Unis Billboard Hot Dance Music/Club Play | 2                  |

## Certification
| Pays      | Certification | Ventes  |
| --------- | ------------- | ------- |
| Australie | Or            | 35,000+ |